# 르노코리아 XM3
르노코리아 XM3(Renault Korea XM3)는 르노코리아자동차의 소형 쿠페 스타일의 전륜구동 스포츠 유틸리티 자동차이다. 차명인 XM3에서 XM은 'eXperience More'을 의미이며, 3은 준중형급을 나타내는 숫자다.

## 1세대(LJL)

### XM3(2020년3월~2024년4월 2일)

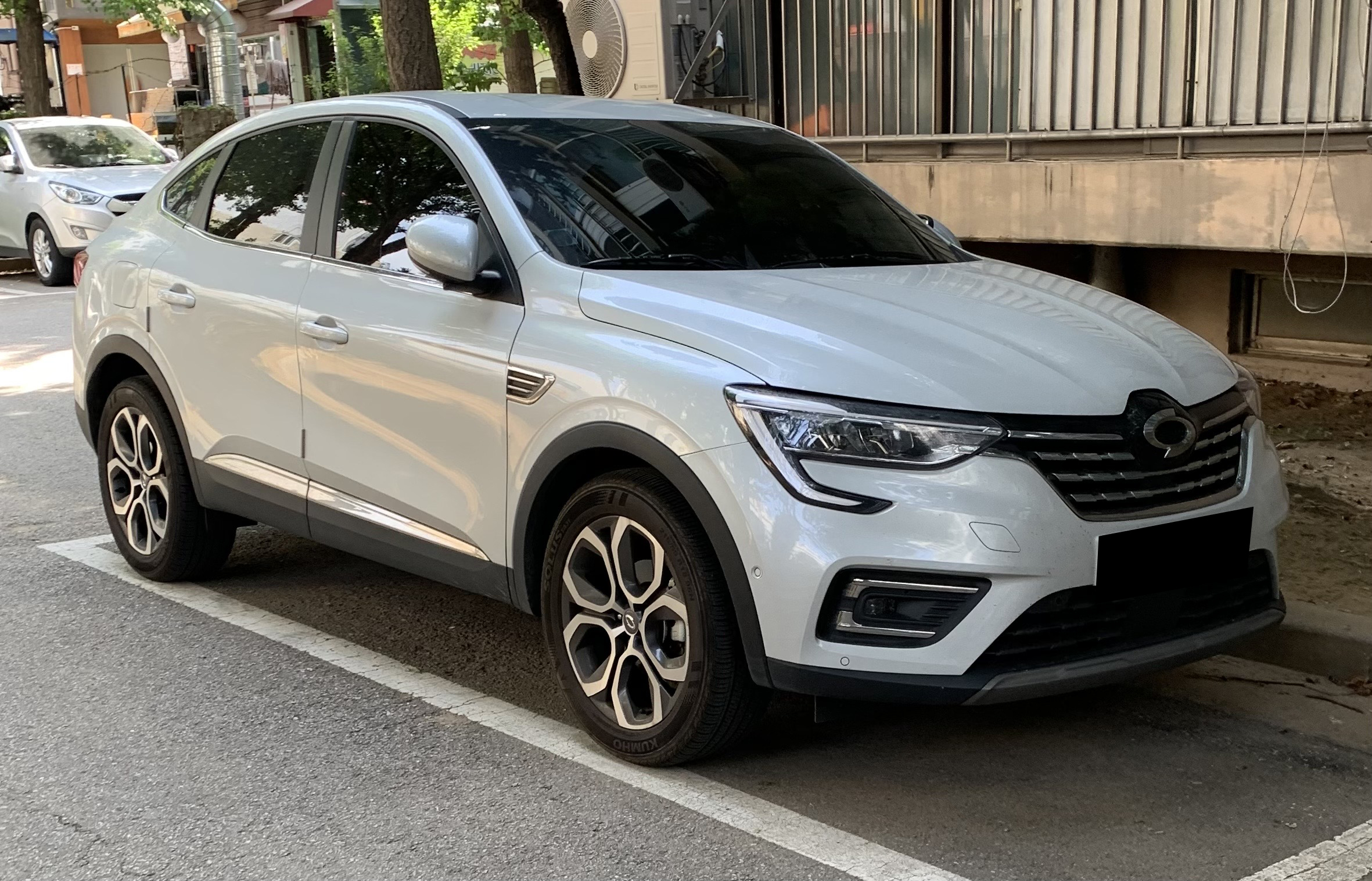
르노삼성 XM3 정측면

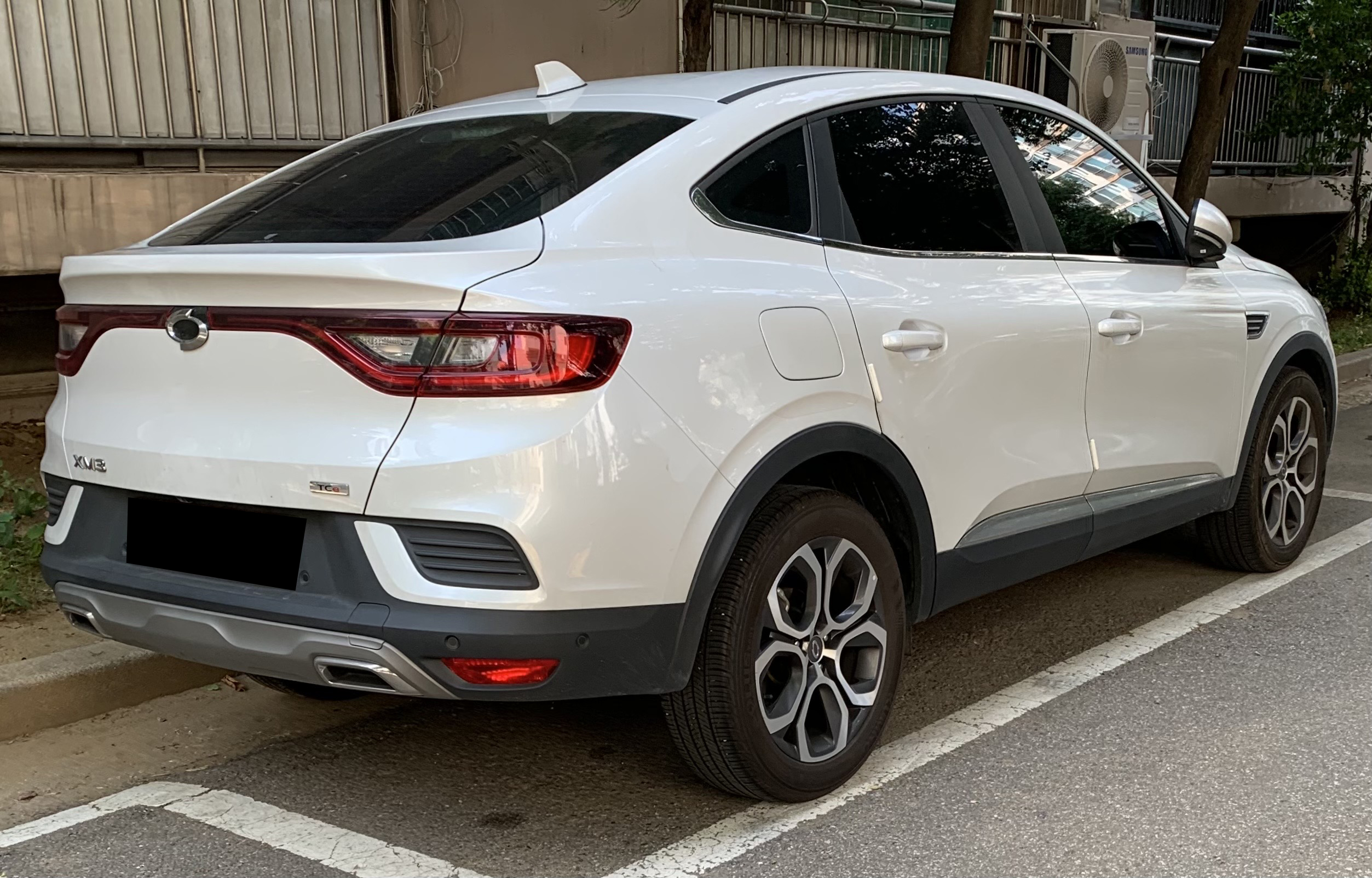
르노삼성 XM3 후측면

쿠페형 스타일의 SUV로, 르노코리아자동차의 주도로 개발했다. 2019년 3월 서울 모터쇼에서 공개된 XM3 인스파이어를 그대로 양산화하여, 2020년 3월 5일에 정식 출시했다. 직렬 4기통 가솔린 엔진은 152마력 1.3리터 터보, 123마력 1.6리터 DOHC 자연흡기 엔진이 탑재된다. 자동변속기는 1.6 DOHC에 CVT가 달리고, 1.3리터 가솔린 터보에는 7단 DCT가 달린다. 152마력 1.3리터 가솔린 터보 엔진은 캡쳐와 공용한다. 디젤 모델은 출시하지 않는다.
2022년 10월부터 1.6리터 가솔린 하이브리드의 사전 계약을 받기 시작했다. 기존 1.6리터 DOHC 자연흡기 가솔린 엔진을 86마력으로 약간 디튠한 후 모터를 조합해서 총 시스템 출력은 143마력이며, 자동변속기는 6단(내연용 4단, 전기용 2단)이다. 르노코리아 최초의 가솔린 하이브리드다. 1.6리터 가솔린 하이브리드는 수출용(뉴 아르카나 하이브리드)으로 우선 출시했고, 대한민국 내수에는 인증 절차 등의 문제로 다소 늦은 2022년 10월 28일에 출시했다. 복합연비는 17km/L다.
러시아 시장용 르노 아르카나와 완전한 동일 차종으로 알려져 있기도 하지만, 아르카나와는 크기도 다소 다르고 CMF 플랫폼을 적용한다. 대신 수출명이 뉴 아르카나라는 이름으로 유럽 등의 시장에 2020년 12월부터 수출이 시작되었다.
2024년 4월 3일 르노코리아자동차가 르노코리아로 사명을 다시 변경했을 때 페이스리프트를 단행하여 태풍 로고를 르노의 로장주 로고로 교체했다. 그리고 차명도 XM3에서 수출명과 같은 르노 아르카나로 통일했다.

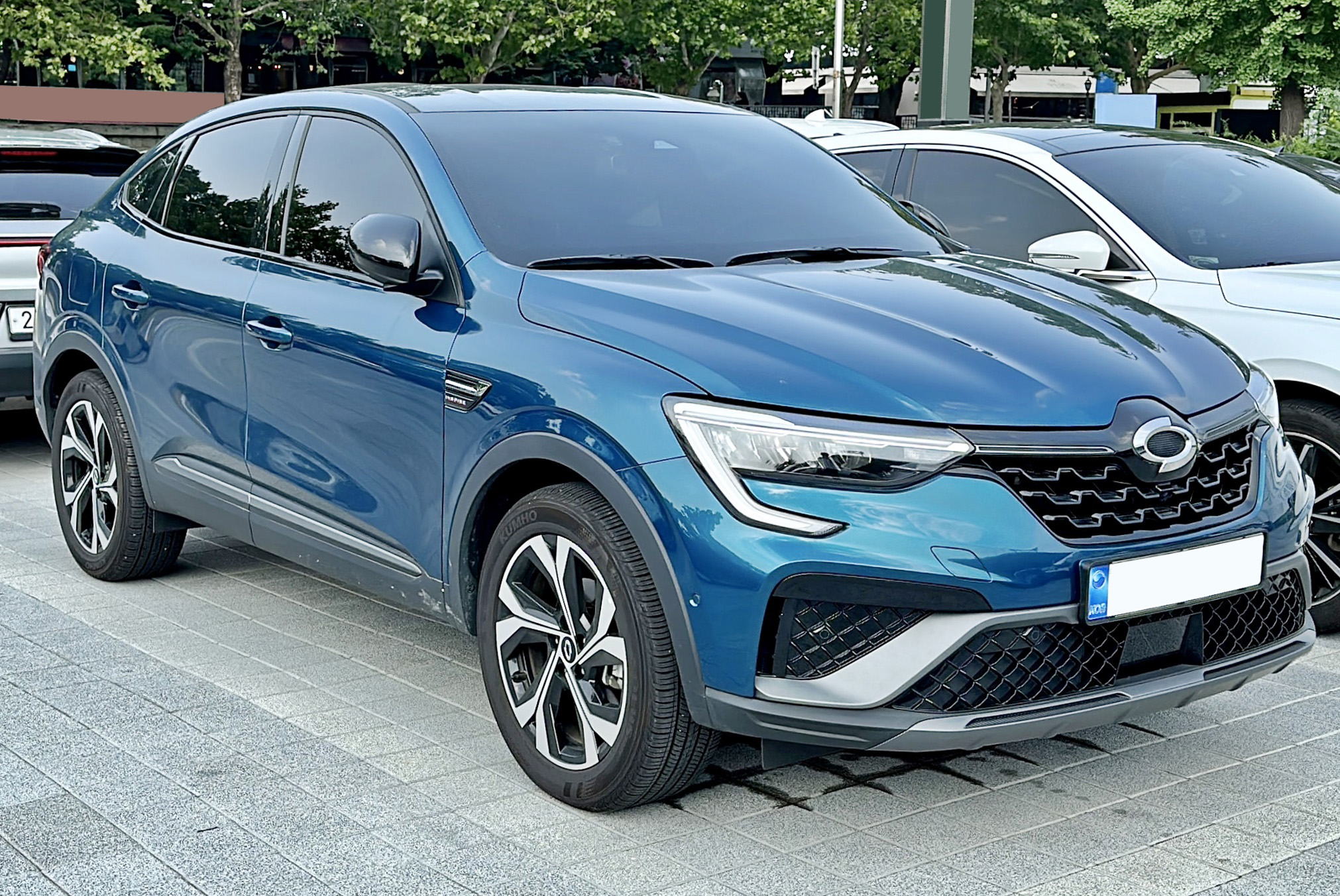
르노코리아 XM3 E-TECH 하이브리드 정측면
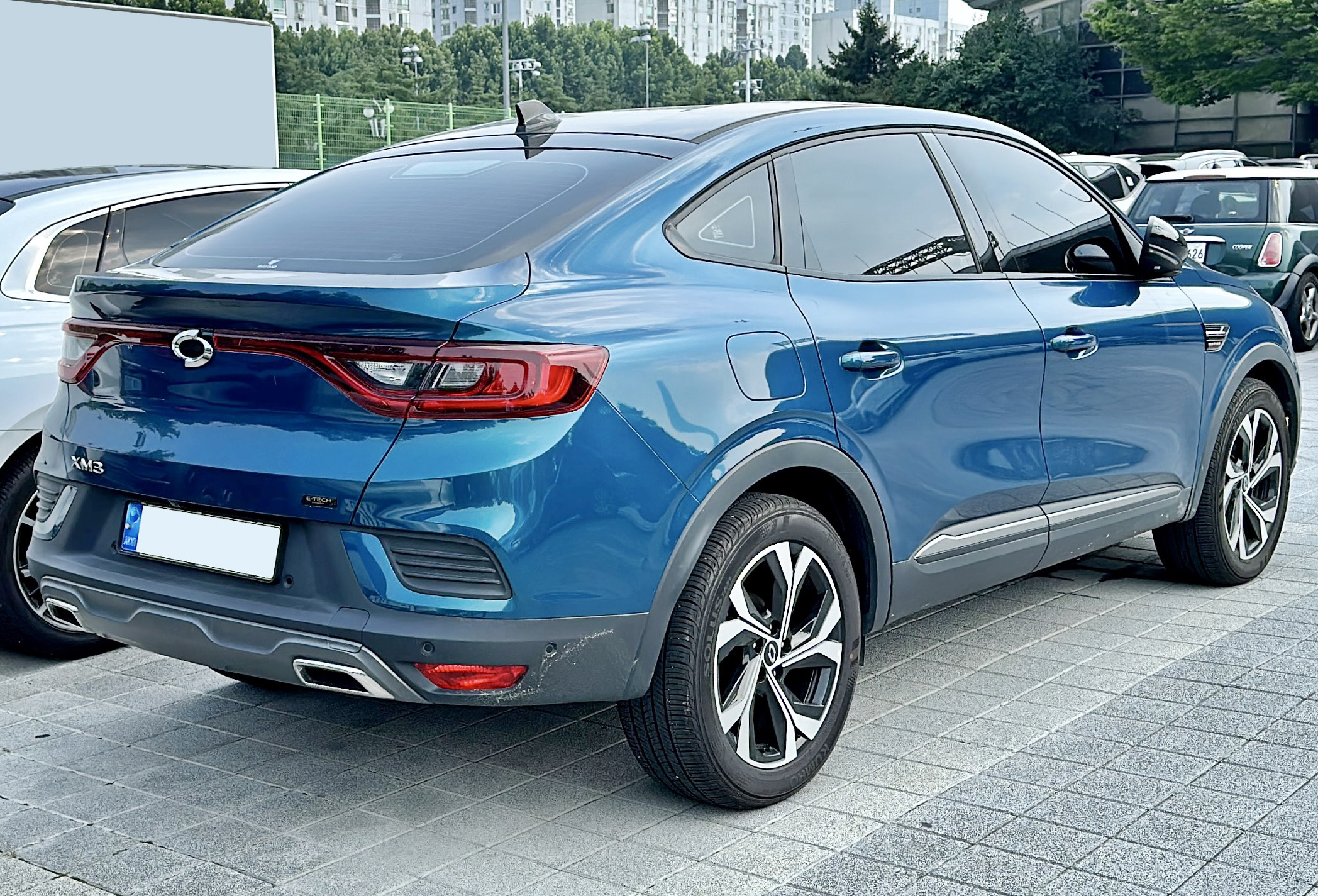
르노코리아 XM3 E-TECH 하이브리드 후측면

| 구분                    | 1.3 가솔린 터보 TCe          | 1.6 가솔린 자연흡기 GTe      |
| ----------------------- | ---------------------------- | ---------------------------- |
| 전장 (mm)               | 4,575                        | 4,575                        |
| 전폭 (mm)               | 1,820                        | 1,820                        |
| 전고 (mm)               | 1,570                        | 1,570                        |
| 축거 (mm)               | 2,720                        | 2,720                        |
| 윤거 전 (mm)            | 1,585                        | 1,585                        |
| 윤거 후 (mm)            | 1,585                        | 1,585                        |
| 배기량 (cc)             | 1,332                        | 1,598                        |
| 최고 출력 (ps / rpm)    | 152/5,500                    | 123/6,400                    |
| 최대 토크 (kgf•m / rpm) | 26/2,250~3,000               | 15.8/4,000                   |
| 최대 타이어             |                              |                              |
| 브레이크 (전 / 후)      | 벤틸레이티드 디스크 / 디스크 | 벤틸레이티드 디스크 / 디스크 |
| 서스펜션 (전 / 후)      | 맥퍼슨 스트럿 / 토션 빔      | 맥퍼슨 스트럿 / 토션 빔      |

## 역대 슬로건

### 1세대(LJL)
- Xperience More (XM3)
- # 볼수록 끌리는 (XM3)
- NEXT GENERATION SUV (XM3)
- 가장 전기차에 가까운 (XM3 E-TECH 하이브리드)

## 같이 보기
- 르노 캡쳐
- 르노 아르카나